# Gordon Lightfoot

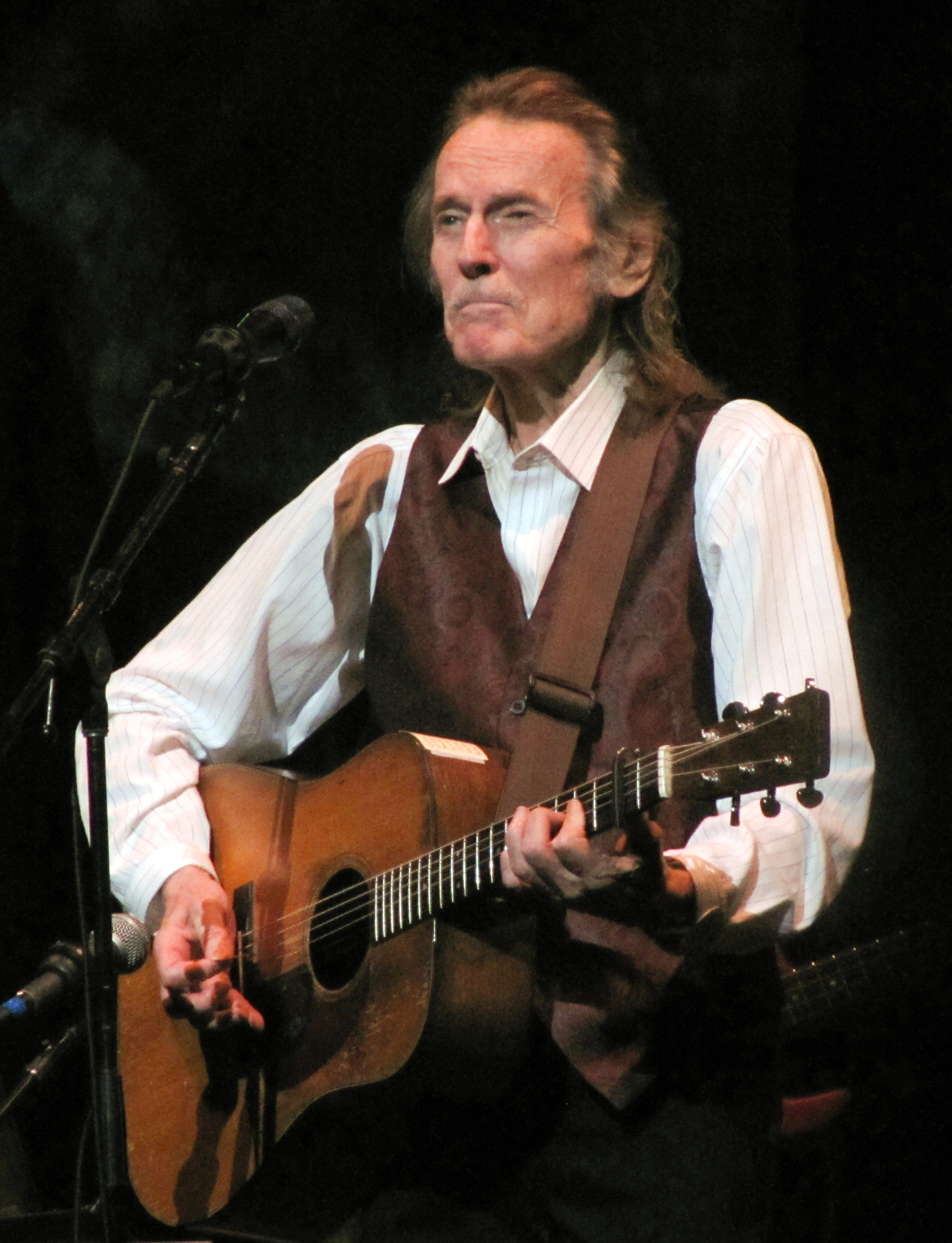
Gordon Lightfoot (2009)

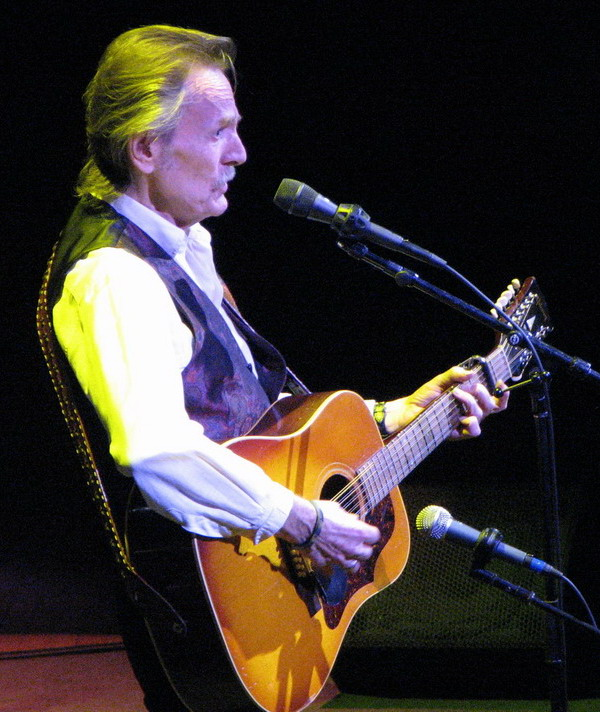
Gordon Lightfoot (2008)

Gordon Meredith Lightfoot Jr., CC, O.Ont (* 17. November 1938 in Orillia, Ontario; † 1. Mai 2023 in Toronto, Ontario) war ein kanadischer Folk- und Countrysänger und Songwriter. In Europa wurde er in den 1970er Jahren mit den Songs If You Could Read My Mind und Sundown bekannt.

## Leben und Karriere

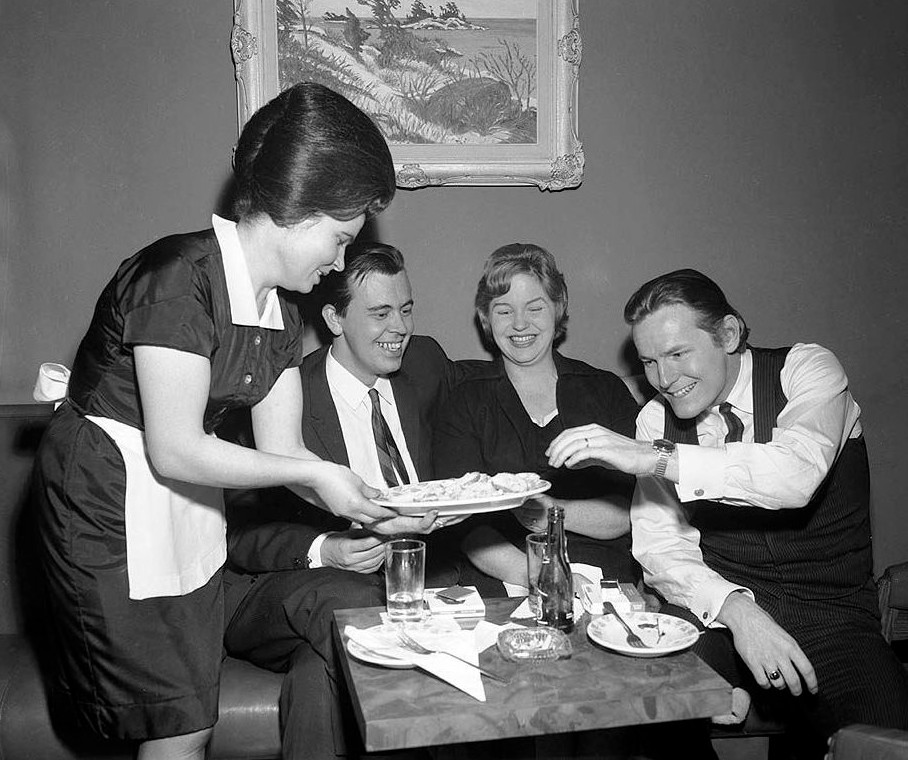
Gordon Lightfoot (rechts, 1965)

Lightfoot, der in den 1960er Jahren bereits einige Soloschallplatten aufnahm, war zunächst als Songwriter (unter anderem für George Hamilton IV. oder Peter, Paul and Mary) erfolgreich. Auch Elvis Presley coverte immer wieder Songs von Lightfoot, beispielsweise That’s What You Get for Lovin’ Me oder Early Mornin’ Rain. Letztgenannten Song nahmen auch Bob Dylan und Paul Weller auf. 
Sein erster eigener internationaler Hit war 1970 der Titel If You Could Read My Mind. Dieses Stück machte ihn auch in Deutschland einem größeren Publikum bekannt, allerdings erst 1972 auf dem Umweg über die Instrumentalversion der schwedischen Gruppe The Spotnicks. Bei ihrer Berichterstattung von den Olympischen Sommerspielen in München präsentierte die ARD einen regelmäßigen Zuschauerwettbewerb, bei dem die schönste Sportlerin zu wählen war, und unterlegte die Präsentation der Kandidatinnen mit der Instrumentalfassung von If You Could Read My Mind. Daliah Lavi sang die deutsche Coverversion Wär’ ich ein Buch.
2006 erlangte der Song nochmals Aufmerksamkeit in der gefühlvollen Interpretation von Johnny Cash, der ihn kurz vor seinem Tod für sein letztes Album American V: A Hundred Highways aufgenommen hatte.
Lightfoot näherte in den 1970er Jahren seinen überwiegend von akustischen Gitarren und Bass begleiteten Folk-Sound durch Einbeziehung weiterer Instrumente wie elektrische Gitarre und Schlagzeug dem Mainstream an. 1974 gelang ihm in den USA ein Nummer-eins-Hit mit Sundown (Single und Album). Sein letzter großer Erfolg in den Charts war 1976 The Wreck of the Edmund Fitzgerald, die Ballade von einer Schiffskatastrophe auf dem Lake Superior, einem der Großen Seen. 
Seit den 1980er Jahren war Lightfoot, der weiterhin auf der Bühne und im Studio aktiv war, nicht mehr in den amerikanischen Top 50 vertreten. Ein Bauch-Aorten-Aneurysma zwang ihn 2002/03 zu einer längeren Pause; 2004 konnte er mit Harmony aber wieder ein neues Album vorlegen und im Juli 2005 im Rahmen des kanadischen Live 8-Konzerts auftreten.
1986 wurde Lightfoot in die Canadian Music Hall of Fame aufgenommen. Die Laudatio hielt Bob Dylan. 2003 verwendete Vincent Gallo den Song Beautiful für den Soundtrack seines US-amerikanisch-japanisch-französischen Independent-Essayfilms The Brown Bunny.
Im Februar 2010 meldeten kanadische Medien den Tod Lightfoots, dieser stellte die Falschmeldung jedoch selbst durch einen live übertragenen Anruf in einer Radiosendung richtig. Sein Album Solo (2020) nahm er im Grant Avenue Studio in Hamilton (Ontario) auf.
Am 1. Mai 2023 starb Gordon Lightfoot im Alter von 84 Jahren in einem Krankenhaus in Toronto.

## Diskografie

### Alben
| Jahr | Titel                                               | Höchstplatzierung, Gesamtwochen, AuszeichnungChartplatzierungen (Jahr, Titel, Platzierungen, Wochen, Auszeichnungen, Anmerkungen) | Höchstplatzierung, Gesamtwochen, AuszeichnungChartplatzierungen (Jahr, Titel, Platzierungen, Wochen, Auszeichnungen, Anmerkungen) | Anmerkungen |
| Jahr | Titel                                               | UK | US | Anmerkungen |
| ---- | --------------------------------------------------- | --- | --- | --- |
| 1969 | Sunday Concert                                      | — | US143 (6 Wo.)US | live aufgenommen im März 1969 in der Massey Hall in Toronto                                                                                                   |
| 1970 | Sit Down Young Stranger / If You Could Read My Mind | — | US12 Gold · (37 Wo.)US | das Album wurde nach dem Erfolg der Single umbenannt Mitwirkende u. a. Ry Cooder, Van Dyke Parks, John Sebastian, Randy Newman                                |
| 1971 | Summer Side of Life                                 | — | US38 (20 Wo.)US | |
| 1971 | Classic Lightfoot (The Best of Lightfoot/Vol. 2)    | — | US178 (5 Wo.)US | Best-of-Album |
| 1972 | Don Quixote                                         | UK44 (1 Wo.)UK | US42 (17 Wo.)US | |
| 1972 | Old Dan’s Records                                   | — | US95 (12 Wo.)US | |
| 1974 | Sundown                                             | UK45 (1 Wo.)UK | US1 Platin · (42 Wo.)US | |
| 1974 | The Very Best of Gordon Lightfoot                   | — | US155 (9 Wo.)US | Best-of-Album |
| 1975 | Cold on the Shoulder                                | — | US10 (20 Wo.)US | |
| 1975 | Gord’s Gold                                         | UK— SilberUK | US34 ×2Doppelplatin · (24 Wo.)US                                                                                                  | Best-of-Album; einige ältere Hits hat Lightfoot für die Zusammenstellung neu aufgenommen; ursprünglich Doppelalbum, später um einen Titel gekürzt als eine CD |
| 1976 | Summertime Dream                                    | — | US12 Platin · (41 Wo.)US | |
| 1978 | Endless Wire                                        | — | US22 Gold · (20 Wo.)US | |
| 1980 | Dream Street Rose                                   | — | US60 (11 Wo.)US | |
| 1982 | Shadows                                             | — | US87 (12 Wo.)US | |
| 1983 | Salute                                              | — | US175 (5 Wo.)US | |
| 1986 | East of Midnight                                    | — | US165 (6 Wo.)US | |
| 2002 | Complete Greatest Hits                              | — | US128 Gold · (7 Wo.)US | Kompilation |

Weitere Alben
- 1962: Two Tones at the Village Corner (mit Terry Whelan)
- 1964: Canadian Talent Library: Folk Songs (sechs von 18 Liedern singt Gordon Lightfoot)
- 1966: Lightfoot
- 1967: The Way I Feel
- 1968: Did She Mention My Name
- 1968: Back Here on Earth
- 1971: Early Lightfoot
- 1976: Early Morning Rain
- 1988: Gord’s Gold Volume 2 (14 Neuaufnahmen, CA: Platin, US: Gold)
- 1993: Waiting for You
- 1998: A Painter Passing Through
- 2004: Harmony
- 2012: All Live (Liveaufnahmen von 1998 bis 2001 aus der Massey Hall)
- 2020: Solo

### Singles
| Jahr | Titel Album                                                  | Höchstplatzierung, Gesamtwochen, AuszeichnungChartplatzierungen (Jahr, Titel, Album, Platzierungen, Wochen, Auszeichnungen, Anmerkungen) | Höchstplatzierung, Gesamtwochen, AuszeichnungChartplatzierungen (Jahr, Titel, Album, Platzierungen, Wochen, Auszeichnungen, Anmerkungen) | Höchstplatzierung, Gesamtwochen, AuszeichnungChartplatzierungen (Jahr, Titel, Album, Platzierungen, Wochen, Auszeichnungen, Anmerkungen) | Anmerkungen |
| Jahr | Titel Album                                                  | DE | UK | US | Anmerkungen |
| ---- | ------------------------------------------------------------ | --- | --- | --- | --- |
| 1970 | If You Could Read My Mind Sit Down Young Stranger            | — | UK30 (9 Wo.)UK | US5 (15 Wo.)US | |
| 1971 | Talking in Your Sleep Summer Side of Life                    | — | — | US64 (7 Wo.)US | |
| 1971 | Summer Side of Life                                          | — | — | US98 (2 Wo.)US | |
| 1972 | Beautiful Don Quixote                                        | — | — | US58 (11 Wo.)US | |
| 1974 | Sundown                                                      | DE30 (10 Wo.)DE | UK33 (7 Wo.)UK | US1 Gold · (18 Wo.)US | |
| 1974 | Carefree Highway Sundown                                     | — | — | US10 (14 Wo.)US | |
| 1975 | Rainy Day People Cold on the Shoulder                        | — | — | US26 (11 Wo.)US | |
| 1976 | The Wreck of the Edmund Fitzgerald Summertime Dream          | — | UK40 (4 Wo.)UK | US2 (21 Wo.)US | besingt die Geschichte des Erzfrachters Edmund Fitzgerald, der am 10. November 1975 im Lake Superior gesunken war |
| 1977 | Race Among the Ruins Summertime Dream                        | — | — | US65 (4 Wo.)US | |
| 1978 | The Circle Is Small (I Can See It in Your Eyes) Endless Wire | — | — | US33 (12 Wo.)US | |
| 1978 | Daylight Katy Endless Wire                                   | — | UK41 (6 Wo.)UK | — | |
| 1982 | Baby Step Back Shadows                                       | — | — | US50 (8 Wo.)US | |

Weitere Singles
- 1967: Canadian Railroad Trilogy
- 1971: If I Could
- 1972: That Same Old Obsession
- 1972: You Are What I Am

### Videoalben
- 2011: Live in Reno (CA: Gold)

### Auszeichnungen für Musikverkäufe
| Goldene Schallplatte - Kanada - 2002: für das Album Complete Greatest Hits - 2004: für das Album East of Midnight Platin-Schallplatte - Kanada - 1977: für das Album Summertime Dream | 2× Platin-Schallplatte - Kanada - 1983: für das Album Gord’s Gold |

Anmerkung: Auszeichnungen in Ländern aus den Charttabellen bzw. Chartboxen sind in ebendiesen zu finden.
| Land/RegionAuszeichnungen für Musikverkäufe (Land/Region, Auszeichnungen, Verkäufe, Quellen) | Silber  | Gold     | Platin     | Verkäufe  | Quellen         |
| -------------------------------------------------------------------------------------------- | ------- | -------- | ---------- | --------- | --------------- |
| Kanada (MC)                                                                                  | —       | 3× Gold3 | 4× Platin4 | 505.000   | musiccanada.com |
| Vereinigte Staaten (RIAA)                                                                    | —       | 5× Gold5 | 4× Platin4 | 6.500.000 | riaa.com        |
| Vereinigtes Königreich (BPI)                                                                 | Silber1 | —        | —          | 60.000    | bpi.co.uk       |
| Insgesamt                                                                                    | Silber1 | 8× Gold8 | 8× Platin8 |           |                 |

## Filmografie
- 1982: Harry Tracy – Der letzte Desperado (Harry Tracy – The Last of the Wild Bunch)[7]